# Tommykaira
Tommykaira (en japonés: トミーカイラ?), originalmente fundada como Tomita Yume Koujou (トミタ夢工場株式会社?), es una empresa de fabricación y tuning de automóviles con sede en Minami-ku, Kioto, Japón. La empresa recibió el nombre de sus dos fundadores, Yoshikazu Tomita y Kikuo Kaira. Su empresa matriz fue fundada en 1968 como Tomita Auto Inc. ( トミタオート株式会社?). 

## Tuning de coches
En 1987, Tommykaira presentó un Mercedes-Benz 190E tuneado, rebautizado como "Tommykaira M19". Posteriormente, la compañía lanzó el M30E, basado en el Mercedes-Benz 300E. Sin embargo, a partir de 1988, Tommykaira comenzó a trabajar exclusivamente en automóviles fabricados en Japón, estableciendo exitosos contratos con los fabricantes Nissan y Subaru. En 1988, la compañía tuneó por primera vez un Nissan Skyline R31 (rebautizado como Tommykaira M30); en 1993, el Subaru Impreza (M20b) y el Nissan March (m13) fueron los encargados de la producción. Finalmente, en 1994, la compañía con sede en Kioto se encargó del primer Subaru Legacy Wagon (M20tb). La compañía centró la mayor parte de sus esfuerzos en modificaciones mecánicas y estéticas de cuatro vehículos: el Nissan Skyline, el Nissan March, el Subaru Impreza y el Subaru Legacy.
Otros modelos modificados incluyen el Nissan 300ZX, el Nissan Silvia, el Nissan GTR R35, el Toyota Vitz, el Nissan 350Z y varios coches kei de diversos fabricantes. Tommykaira ha renombrado los coches sistemáticamente como si fueran fabricados íntegramente por la propia empresa, con el consentimiento de los fabricantes matrices: por ejemplo, un Subaru Impreza se renombra como Tommykaira M20b o un Nissan 350Z como Tommykaira Z. Este fenómeno es común en todo el mundo, ya que fabricantes alemanes como Ruf y Gemballa operan de forma similar con los automóviles Porsche.
Por otro lado, el proceso de renovación de marca de Tommykaira ha suscitado cierta controversia relacionada directamente con su estatus como fabricante de automóviles. Según el anuncio del videojuego Gran Turismo 2 para la PlayStation sobre la compañía con sede en Kioto, «en 1988, [Tommykaira] logró introducir el Tommy Kaira M30, el primer automóvil japonés de alto rendimiento totalmente modificado [...], mientras que en 1997 fabricó y comercializó su deportivo original, el ZZ». En general, el modelo M30 de 1988 se considera el primer automóvil japonés modificado integralmente, una modificación que implicó un cambio de marca del modelo original. Este hecho reconoció la capacidad de Tommykaira como un importante fabricante de repuestos y allanó el camino para su lanzamiento como fabricante consolidado de automóviles con el modelo ZZ de 1996, de su propia autoría.
Varios de los coches personalizados de Tommykaira han aparecido en las series de videojuegos de simulación de carreras Gran Turismo y Forza Motorsport.

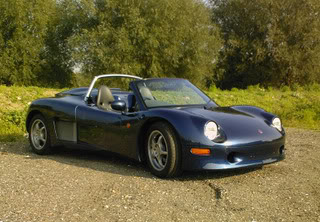
Tommykaira ZZ

## La fabricación de automóviles ZZ y la crisis económica

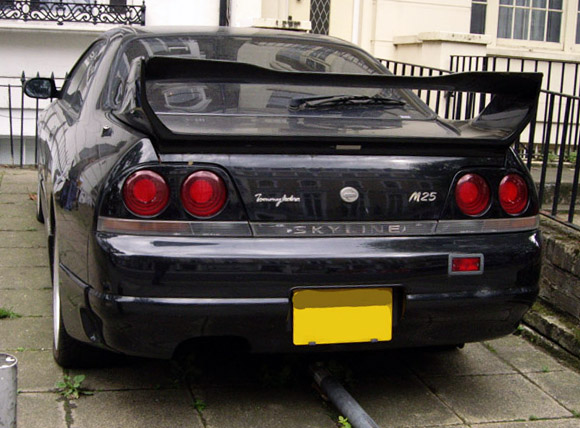
El Tommykaira M25, basado en el R33 Skyline GTS-t

Para 1996, Tommykaira solo modificaba modelos preexistentes fabricados por Nissan y Subaru; sin embargo, las importantes mejoras que la compañía implementó en los vehículos la hicieron ganar reconocimiento como marca.
La compañía decidió desarrollar su propio diseño original, el ZZ. El ZZ se produjo en Ironside Way, Hingham, Norfolk, Inglaterra, pero la fábrica que lo producía quebró debido a un error del Ministerio de Transporte japonés, que en 1999 cambió los requisitos de impacto frontal de las normas europeas a las estadounidenses. En 2002, el vehículo se relanzó como el Leading Edge 190 RT, fabricado por Breckland Technologies.

## Colaboración con Rowen
En el punto álgido de la crisis económica de 2008, Tommykaira acordó una colaboración con Rowen para fabricar piezas bajo la marca Tommykaira. Una estipulación establecía que todos los diseños debían ser aprobados por el propietario de la marca Tommykaira, el Sr. Tomita, antes de que Rowen pudiera vender los productos. Desde el principio, el acuerdo se incumplió cuando Rowen, unilateralmente, capitalizó el nombre "Tommykaira" como "TOMMYKAIRA". Esta fue una de las muchas infracciones citadas en los tribunales y condujo a la ruptura de la colaboración entre Tommykaira y Rowen. A pesar de perder en los tribunales, Rowen continuó vendiendo y produciendo productos de la marca Tommykaira mucho después de la sentencia judicial, lo que dio lugar a una gran cantidad de productos Tommykaira no autorizados con el logotipo escrito en mayúsculas.

## Recuperando la independencia
Alrededor de 2015, la disputa con Rowen concluyó y la marca Tommykaira (dirigida por el entonces director ejecutivo de Threeek, el Sr. Tokitake) recuperó su independencia. Tras un encuentro casual con Mike Wyckoff, cofundador de JDM Parts Ninja (anteriormente Japan Auction Parts), Tommykaira reanudó la producción y venta de productos para el mercado nacional e internacional.
Threeek, titular de la licencia de la marca Tommykaira, cambió su nombre a GTS (Genuine Tommykaira Studio) en 2017 y vende productos de la marca Tommykaira en Japón. JDM Parts Ninja es el distribuidor exclusivo de la marca Tommykaira en el extranjero.

## Lanzamiento del club internacional

Logo del club

En 2020, en pleno auge de la pandemia de COVID-19, con la disminución del número de propietarios de vehículos Tommykaira en Japón, las filiales locales se disolvieron para dar paso a un club de suscripción global llamado "Tommykaira Club International". Creado por Mike Wyckoff y GTS, el club, también conocido como TKCI, celebró su lanzamiento en otoño de 2020 y la membresía oficial del primer año fue en 2021. El costo de la membresía anual comienza en $88.
El logotipo fue elegido en 2020 por un grupo de entusiastas de Tommykaira, a quienes se les pidió que votaran por su kanji japonés favorito de una lista de cinco. El kanji se lee "tamashi" y significa "espíritu", como en "Espíritu de Carrera".

## Modelos
(Tenga en cuenta que para casi todos los modelos el ajuste del motor se ofrecía solo como opcional y que algunos modelos también tenían más etapas de ajuste disponibles; aquí se muestran los rendimientos máximos disponibles para cada automóvil).
- 1987
  - M19 (Mercedes-Benz W201) - I4 1996cc SOHC, 153 PS / 188 N⋅m
  - M30E (Mercedes-Benz W124) - I6 2960cc SOHC, 225 PS / 279 N⋅m
- 1988
  - M30 (Nissan Skyline R31 coupé) - I6 3000cc DOHC, 240 PS / 294 N⋅m
  - M20 (Nissan Skyline R31 coupé) - I6 1998cc DOHC turbo, 220 PS / 255 N⋅m
- 1989
  - M18Si NA (Nissan Silvia S13) - I4 1809cc DOHC, 150 PS / 177 N⋅m
  - M18Si/Si R (Nissan Silvia S13) - I4 1809cc DOHC turbo, 205 PS / 240 N⋅m
  - M30C (Nissan Cima Y31) - V6 2960cc DOHC turbo, 280 PS / 392 N⋅m
  - M30 (Nissan Skyline R32 coupé) - I6 3030cc DOHC, 280 PS / 294 N⋅m
  - M20 (Nissan Skyline R32 coupé) - I6 1998cc DOHC turbo, 250 PS / 275 N⋅m
  - M30Z (Nissan Fairlady Z32) - V6 2960cc DOHC turbo, 350 PS / 456 N⋅m
- 1991
  - M30 MC (Nissan Skyline R32 coupé) - I6 3030cc DOHC, 280 PS / 294 N⋅m
  - M20 MC (Nissan Skyline R32 coupé) - I6 1998cc DOHC turbo, 250 PS / 275 N⋅m
- 1992
  - M20t (Nissan Primera P10) - I4 1998cc DOHC, 175 PS / 196 N⋅m
  - M20Si NA (Nissan Silvia S13) - I4 1998cc DOHC, 175 PS / 196 N⋅m
  - M20Si/Si R (Nissan Silvia S13) - I4 1998cc DOHC turbo, 235 PS / 289 N⋅m
  - R/R Sport (Nissan Skyline GT-R R32) - I6 2568cc DOHC turbo, 350 PS / 353 N⋅m
- 1993
  - M20b (Subaru Impreza WRX GC8 sedan) - Flat-4 1994cc DOHC turbo, 265 PS / 329 N⋅m
  - m13 (Nissan March K11) - I4 1300cc DOHC, 90 PS / 113 N⋅m
- 1994
  - M25 (Nissan Skyline R33 coupé) - I6 2498cc DOHC turbo, 330 PS / 400 N⋅m
  - M20b Wagon (Subaru Impreza WRX GF8 wagon) - Flat-4 1994cc DOHC turbo, 265 PS / 329 N⋅m
  - M20tb (Subaru Legacy BG5 wagon) - Flat-4 1994cc DOHC turbo, 270 PS / 322
- 1995
  - R (Nissan Skyline GT-R R33) - I6 2568cc DOHC turbo, 400 PS / 420 N⋅m
  - m13 Blister Version (Nissan March K11) - I4 1300cc DOHC, 90 PS / 113 N⋅m
  - M20b MC (Subaru Impreza WRX GC8 sedan) - Flat-4 1994cc DOHC turbo, 265 PS / 329 N⋅m
  - M20tb MC (Subaru Legacy BG5 familiar) - Flat-4 1994cc DOHC turbo, 270 PS / 322
  - Tommykaira ZZ - I4 1998cc DOHC, 195 PS / 196 N⋅m
- 1997
  - M20fb (Subaru Forester SF5) - Flat-4 1994cc DOHC turbo, 295 PS / 380 N⋅m
  - M25tw (Nissan Stagea WC34) - I6 2498cc DOHC turbo, 280 PS / 305 N⋅m
  - M20b Wagon MC (Subaru Impreza WRX GF8 wagon) - Flat-4 1994cc DOHC turbo, 265 PS / 329 N⋅m
- 1998
  - 25R (Nissan Skyline R34 coupé) - I6 2498cc DOHC turbo, 300 PS / 363 N⋅m
  - m13c (Nissan Cube Z10) - I4 1300cc DOHC, 96 PS / 127 N⋅m
  - tb (Subaru Legacy BH5 wagon) - Flat-4 1994cc DOHC turbo, 295 PS / 346 N⋅m
  - B4 (Subaru Legacy B4 BE5 sean) - Flat-4 1994cc DOHC turbo, 295 PS / 346 N⋅m
- 1999
  - R/R-s/R-z (Nissan Skyline GT-R R34) - I6 2700cc DOHC turbo, 530 PS / 534 N⋅m
- 2000
  - m13/m13 Blister Version (Nissan March K11) - I4 1300cc DOHC, 90 PS / 113 N⋅m
  - tb-2.2 (Subaru Legacy BH5 wagon) - Flat-4 2149cc DOHC turbo, 315 PS / 394 N⋅m
  - B4-2.2 (Subaru Legacy B4 BE5 sedan) - Flat-4 2149cc DOHC turbo, 315 PS / 394 N⋅m
  - P-tune (Subaru Pleo RA1/2) - I4 658cc DOHC supercharged, 83 PS / 105 N⋅m
- 2001
  - M20b-2.2 (Subaru Impreza WRX STi GDB sedan) - Flat-4 2149cc DOHC turbo, 355 PS / 441 N⋅m
  - Baby Gang (Toyota Vitz XP10) - I4 1496cc DOHC, 109 PS / 142 N⋅m
  - Boxy (Toyota Voxy R60) - I4 1994cc DOHC, no tuning
- 2002
  - m13 (Nissan March K12) - I4 1240cc DOHC, 105 PS / 140 N⋅m
  - Z (Nissan Fairlady Z33) - V6 3496cc DOHC, 304 PS / 397 N⋅m
  - tb6 (Subaru Legacy GT30 BHE wagon) - Flat-6 2999cc DOHC, 270 PS / 341 N⋅m
  - B6 (Subaru Legacy B4 BEE RS30 sedan) - Flat-6 2999cc DOHC, 270 PS / 341 N⋅m
  - fb-2.2 (Subaru Forester SG5) - Flat-4 2149cc DOHC turbo, 283 PS / 394 N⋅m
  - ist (Toyota IST XP60) - I4 1496cc DOHC supercharged, 140 PS / 174 N⋅m
  - wR (Suzuki Wagon R M12S) - I4 658cc DOHC turbo, 70 PS / 99 N⋅m
- 2003
  - tb (Subaru Legacy BP5 wagon) - Flat-4 1994cc DOHC turbo, 296 PS / 346 N⋅m
  - B4 (Subaru Legacy B4 BL5 sedan) - Flat-4 1994cc DOHC turbo, 296 PS / 346 N⋅m
  - Z Type-II (Nissan Fairlady Z33) - V6 3496cc DOHC, 304 PS / 397 N⋅m
  - Cruze (Chevrolet Cruze HR52S) - I4 1328cc DOHC, no tuning
- 2004
  - m08 (Daewoo Matiz/Chevrolet Spark (M150)) - I3 796cc SOHC, 70 PS / 93 N.m
  - tb 220 Sport (Subaru Legacy BP5 wagon) - Flat-4 2147cc DOHC turbo, 315 PS / 378 N⋅m
  - B4 220 Sport (Subaru Legacy B4 BL5 sedan) - Flat-4 2147cc DOHC turbo, 315 PS / 378 N⋅m
  - Z Type-III (Nissan Fairlady Z33) - V6 3496cc DOHC, 320 PS / 402 N⋅m
  - M20b (Subaru Impreza WRX STi GDB/F sedan/wagon) - Flat-4 1994cc DOHC turbo
- 2007
  - GT (Nissan Skyline V36 sedan) - V6 2496cc & 3503cc DOHC, no tuning
  - S-Ss (Suzuki Swift Sport ZC31S) - I4 1586cc DOHC, no tuning
- 2018
  - R Concept (Nissan GT-R R35) - V6 3799cc DOHC turbo, no tuning
  - m14 (Suzuki Swift Sport ZC33S - I4 1373cc DOHC turbo, 193 PS / 299 N.m

## Prototipos y cifras de producción
- ZZ-S (versión mejorada del ZZ)

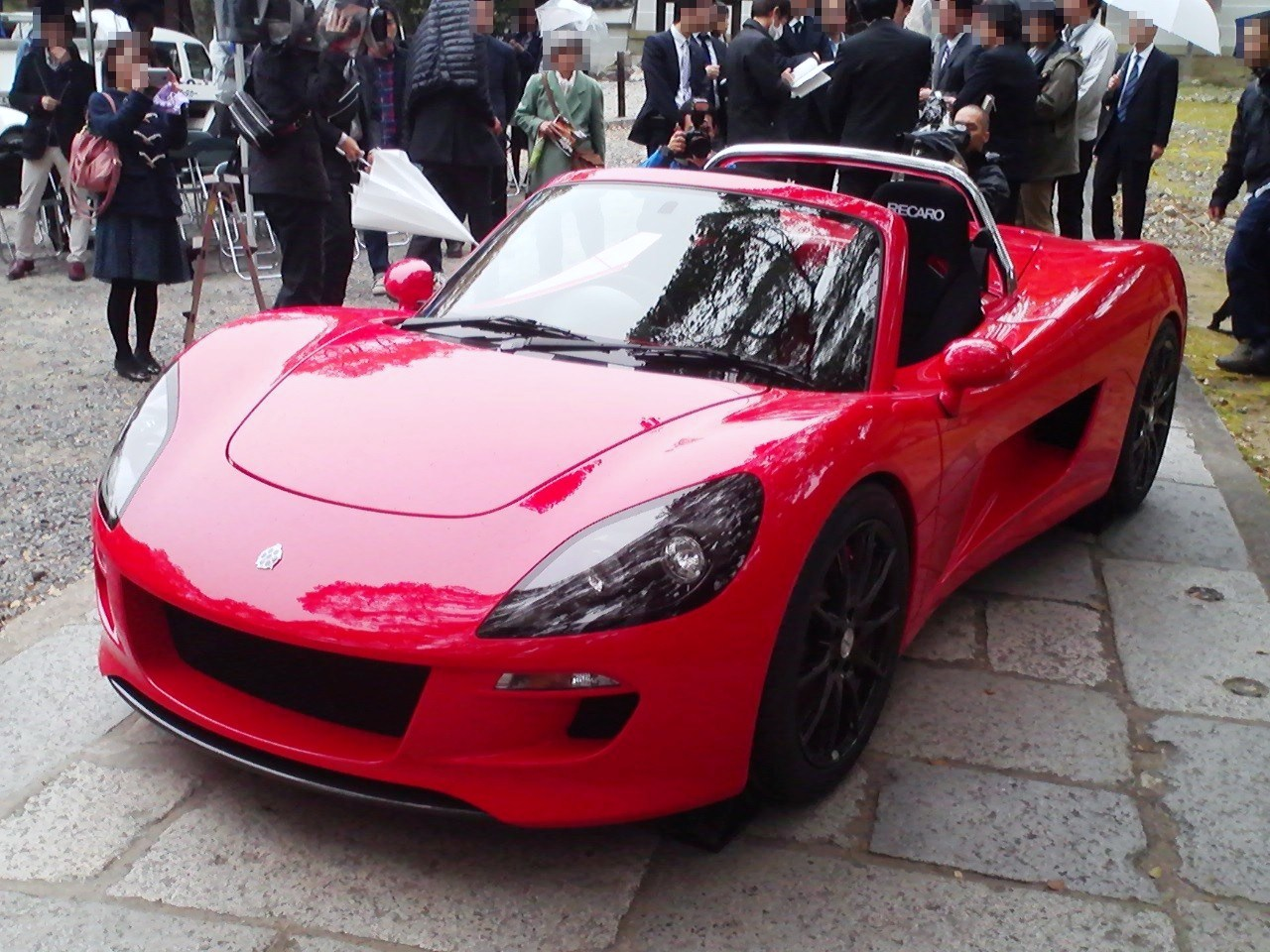
Tommykaira ZZ, modelo eléctrico.

- ZZII (auto deportivo con motor RB26DETT de 90.000 dólares)
- ZZIII (versión modernizada del ZZ)
- Legacy BH5 tb (se estima que se fabricaron entre 100 y 200 unidades)
- Impreza GC8/GF8 M20b (se produjeron aproximadamente 105 unidades; se desconoce el número real de producción; TK105 es el número de placa más alto verificado por Tommy Kaira Club International para este modelo)
- R32 R y R32 RL (se produjeron 95 unidades)
- R32 M20 y M30 (se estima que se fabricaron entre 100 y 200 unidades)
- R33 R y RL (se produjeron 50 unidades)
- R33 M25 (se produjeron 400 unidades)
- R34 R, R-S y R-Z (se produjeron 35 unidades)
- R34 25R (199 unidades producidas, 2 puertas y 5 puertas)
- GT-R R35 Tommykaira Edition (presentado en el Salón del Automóvil de Tailandia de 2018)

### Construido bajo Rowen
Los siguientes automóviles se construyeron bajo la breve asociación de Rowen con Tommykaira.
- GT-R R35 Silver Wolf Edition
- Toyota ist NCP61